# Кажлодка
Кажлодка — село, центр сельской администрации в Торбеевском районе.
Расположено на левом берегу реки Парцы, в 10 км от районного центра и железнодорожной станции Торбеево.
Впервые упоминается в 1669 г. в писцовой книге. Основано переселенцами из с. Нароватово. В 1740-х гг. жители Кажлодки приняли православие. В 1764 г. построена деревянная Никольская церковь с приделом в честь Рождества Пресвятой Богородицы (ныне — памятник архитектуры). В «Списке населённых мест Тамбовской губернии» (1866) Кажлодка (Никольское) — село казённое из 137 дворов (1 060 чел.) Спасского уезда.
В 1930 г. в селе было 552 двора (2 529 чел.). В годы коллективизации был образован колхоз «Коминтерн», с конца 1996 г. — СХПК «Россия».
В современном селе — 2-этажная школа, Дом культуры, библиотека, магазин; памятник воинам-землякам, погибшим в годы Великой Отечественной войны.
Кажлодка — родина Героя Советского Союза Г. Е. Резяпкина, Героя Социалистического Труда К. М. Малинина.

## Население
| 2002 | 2010 |
| ---- | ---- |
| 670  | ↘578 |

Национальный состав населения — преимущественно мордва-эрзя (этнографическая группа шокша).

## Источник
- Энциклопедия Мордовия, В. П. Лузгин, В. Н. Шитов.